# Melvin Lasky
Melvin Jonah Lasky (* 15. Januar 1920 in New York; † 19. Mai 2004 in Berlin) war ein amerikanischer Publizist der antistalinistischen Linken. Bekannt wurde er in Deutschland vor allem als Herausgeber der Zeitschrift Der Monat.

## Leben
Lasky wuchs als Sohn der immigrierten polnischen Juden Samuel Lasky und Esther Kantrowitz in der Bronx auf und besuchte das City College of New York. Hier bildete er mit Irving Kristol, Seymour Martin Lipset, Irving Howe und Daniel Bell eine trotzkistische jüdische Disputantengruppe, die sich von den zahlenmäßig überlegenen Stalinisten des Colleges abgrenzte. 
Nach der Jugend in New York studierte Lasky Geschichte an der University of Michigan. Danach war er Feuilletonredakteur von The New Leader. Als solcher warf er der Regierung Roosevelt moralische Leere vor, da sie nichts gegen den Nazi-Genozid an Juden unternehme. Lasky gehörte zum Kreis der New York Intellectuals.
Während des Zweiten Weltkriegs und unmittelbar danach diente Lasky 1944–1946 in Frankreich und Deutschland als Militärhistoriker. Seine Aufzeichnungen aus dieser Zeit wurden 2014 auf Deutsch veröffentlicht. Nach Kriegsende blieb er als Kulturoffizier der US-amerikanischen Kommandantur des amerikanischen Sektors in Berlin. Dort wurde er später auch als Korrespondent für amerikanische Zeitschriften (u. a. The National Interest) tätig.
Auf dem ersten deutschen Schriftstellerkongress in Berlin (1947) äußerte Lasky „Zweifel am Demokratieverständnis der Sowjets“ und fragte nach dem Schicksal internierter sowjetischer Schriftsteller, womit er für Aufsehen sorgte. Ein Jahr später gründete er mit Hellmut Jaesrich in Berlin während der Berlin-Blockade die politisch-kulturelle Zeitschrift Der Monat, anfangs finanziert vom Kongress für kulturelle Freiheit und eine der wichtigsten Zeitschriften der Nachkriegszeit in Westdeutschland. Zuletzt erschien diese dezidiert antikommunistische Zeitschrift einmal jährlich.
1950 sorgte Lasky erneut für Aufsehen. Bei einem Auftritt auf dem Kongress für kulturelle Freiheit im Titania-Palast in Berlin forderte er „freie Wahlen und die Verwirklichung der Menschenrechte in Osteuropa“. Von Kulturschaffenden und Intellektuellen wie den Philosophen Hannah Arendt sowie Karl Jaspers und den Schriftstellern Albert Camus, Golo Mann und George Orwell erhielt er dafür Unterstützung.
Von 1953 bis 1990 war Lasky mit Irving Kristol Herausgeber des britischen Kulturmagazins Encounter in London, wohin er 1958 auch übersiedelte. 
Sowohl der Encounter als auch Der Monat waren von der CIA mitfinanziert worden, wie die New York Times 1967 offenlegte. Einige Literaten gingen danach auf Distanz zu diesen Publikationen.
Melvin Lasky war oft ein gern gesehener Gast in Werner Höfers Internationalem Frühschoppen. Er betrieb zuhause eine Art literarischen Salon mit Gästen wie Alfred Jules Ayer, Isaiah Berlin, Arthur Koestler und George Mikes.

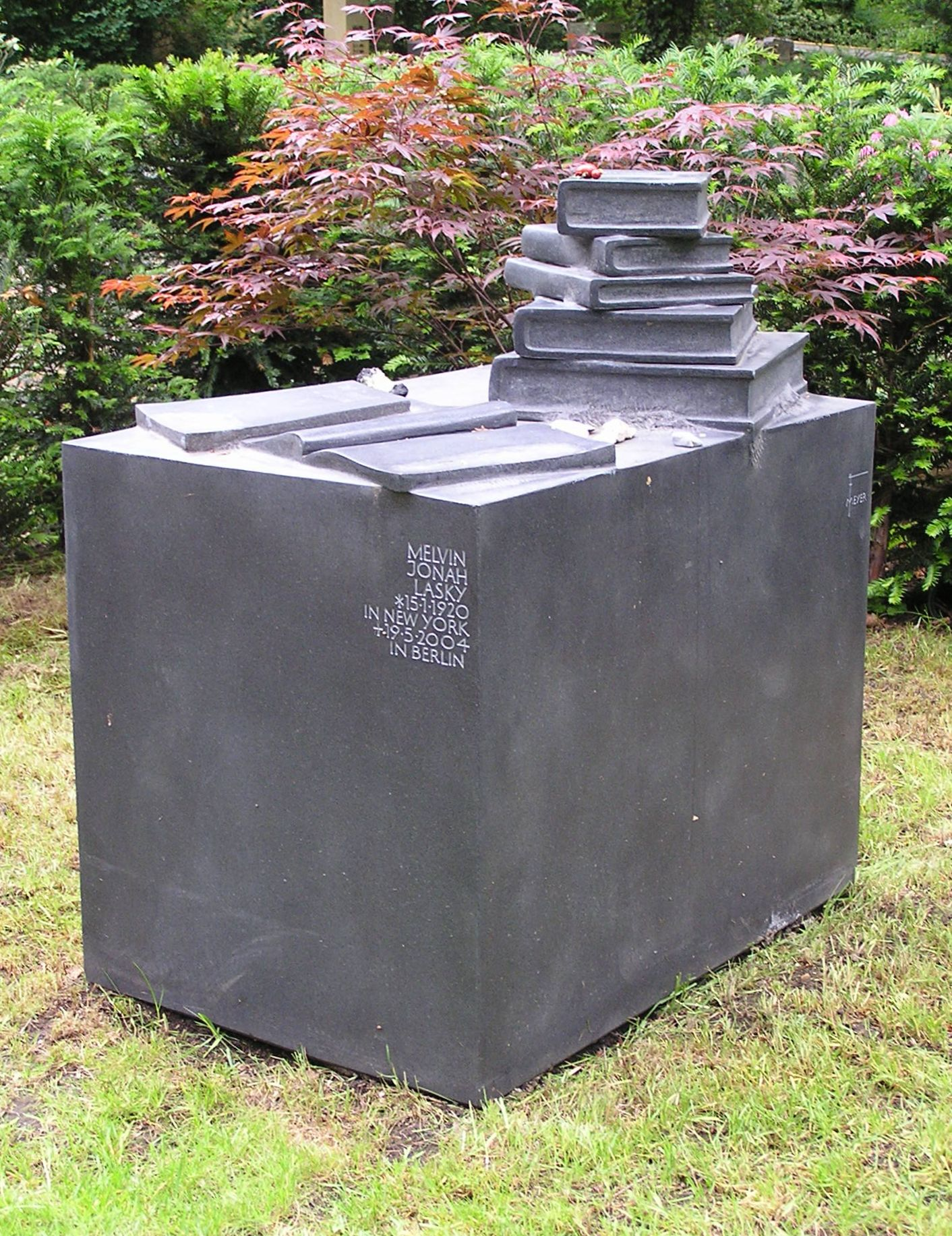
Grab von Melvin Lasky auf dem Friedhof Heerstraße in Berlin-Westend

Melvin Lasky wurde in Berlin, wo er zuletzt wieder gelebt hatte, auf dem landeseigenen Friedhof Heerstraße im Ortsteil Westend beigesetzt (Grablage: 16-F-32/33). Willi Winkler hat das Grabdenkmal so beschrieben: „Sein Grabmal [...] ist wie ein Schreibtisch voller Bücher.“

## Familie
Lasky war von 1947 bis 1974 mit Brigitte Newiger verheiratet, mit der er die Kinder Oliver und Vivienne Freeman-Lasky hatte. Seit Mitte der 60er Jahre war  er mit der Literatin Helga Hegewisch liiert, die mit ihm beim Monat-Verlag gearbeitet hatte. Seine Schwester Floria V. Lasky Altman (1923–2007) war eine Anwältin im Theatergeschäft, die zahlreiche prominente Kunden wie Jerome Robbins, Tennessee Williams und Gypsy Rose Lee vertrat.

## Auszeichnungen
- 1995: Verdienstorden des Landes Berlin

## Schriften (Auswahl)
- Utopie und Revolution. Über die Ursprünge einer Metapher oder Eine Geschichte des politischen Temperaments. Rowohlt Verlag, Hamburg 1989, ISBN 978-3-4980-3853-3.
- Wortmeldung zu einer Revolution. Der Zusammenbruch der kommunistischen Herrschaft in Ostdeutschland. Übersetzt von Peter Paul und dem Autor. Ullstein, Berlin und Frankfurt am Main 1991, ISBN 3-548-34795-9.
- Und alles war still. Deutsches Tagebuch 1945. Übersetzt von Christa Krüger und Henning Thies. Herausgegeben und mit einem Nachwort versehen von Wolfgang Schuller. Rowohlt Berlin, Berlin 2014, ISBN 978-3-87134-708-5.

## Sekundärliteratur
- Marko Martin: Orwell, Koestler und all die anderen. Melvin J. Lasky und „Der Monat“. Mut Verlag, Asendorf 1999, ISBN 3-89182-073-9.
- Marko Martin: Dissidentisches Denken. Reisen zu den Zeugen eines Zeitalters. Die Andere Bibliothek, Berlin 2019, ISBN 978-3-8477-0415-7.
- Frances Stonor Saunders: Who Paid the Piper? The CIA and the Cultural Cold War. London: Granta, 1999